# UCI Asia Tour de 2008-2009
O UCI Asia Tour 2008-2009 foi a quinta edição do calendário ciclístico internacional asiático. Contou com 32 carreiras e iniciou-se a 4 de outubro de 2008 no Irão, com o Tour de Milad du Nour e finalizou a 13 de setembro de 2009 no Japão com o Tour de Hokkaido.
As carreiras de máxima categoria (.HC) ascenderam a três essa temporada, já que ao Tour de Langkawi e à Volta ao Lago Qinghai (ambas 2.hc) se lhe somou a Japan Cup (1.hc).
O ganhador a nível individual foi o iraniano Ghader Mizbani da Tabriz Petrochemical Team, que conseguiu por segunda vez a vitória no calendário asiático. Foi seguido do cazaque Andrey Mizourov e o russo Boris Shpilevsky. A Tabriz Petrochemical pelo segundo ano ganhou por equipas, enquanto por países foi o Cazaquistão o vencedor.

## Calendário
Contou com as seguintes carreiras, tanto por etapas como de um dia.

### Outubro de 2008
| Data     | Carreira                   | Cat. | Ganhador              | Equipa do ganhador         |
| -------- | -------------------------- | ---- | --------------------- | -------------------------- |
| 4 ao 8   | Tour de Milad du Nour      | 2.2  | Ahad Kazemi           |                            |
| 12 ao 16 | Kerman Tour                | 2.2  | Ghader Mizbani        | Tabriz Petrochemical       |
| 19 ao 25 | Tour de Hong Kong Shanghai | 2.2  | Christoff Van Heerden | Team Konica Minolta/Bizhub |
| 26       | Japan Cup                  | 1.hc | Damiano Cunego        | Lampre                     |

### Novembro de 2008
| Data     | Carreira          | Cat. | Ganhador         | Equipa do ganhador   |
| -------- | ----------------- | ---- | ---------------- | -------------------- |
| 8 e 9    | Tour de Okinawa   | 2.2  | Yukiya Arashiro  | EQA-Meitan Hompo     |
| 11 ao 19 | Tour de Hainan    | 2.1  | Boris Shpilevsky | Selecção da Rússia   |
| 23 ao 5  | Tour da Indonésia | 2.2  | Ghader Mizbani   | Tabriz Petrochemical |

### Dezembro de 2008
| Data     | Carreira                             | Cat. | Ganhador            | Equipa do ganhador        |
| -------- | ------------------------------------ | ---- | ------------------- | ------------------------- |
| 13       | Grande Prêmio Internacional Al-Khor  | 1.2  | Rafaâ Chtioui       | Doha Team                 |
| 14       | Grande Prêmio Internacional Losail   | 1.2  | Abdelbaset Hannachi | Doha Team                 |
| 14 ao 21 | Tour do Mar da China Meridional      | 2.2  | Gang Xu             | Hong Kong Shanghai Sports |
| 15       | Grande Prêmio Internacional Messaeed | 1.2  | Aymen Ben Hassine   | Selecção da Tunísia       |
| 16       | Doha G. P.                           | 1.2  | Aymen Ben Hassine   | Selecção da Tunísia       |
| 18 ao 20 | Cycling Golden Jersy                 | 2.2  | Alexey Lyalko       | Selecção do Cazaquistão   |

### Janeiro de 2009
| Data | Carreira                 | Cat. | Ganhador          | Equipa do ganhador |
| ---- | ------------------------ | ---- | ----------------- | ------------------ |
| 23   | H. H. Vice President Cup | 1.2  | Aymen Ben Hassine | Doha Team          |
| 24   | Emirates Cup             | 1.2  | Aymen Ben Hassine | Doha Team          |

### Fevereiro de 2009
| Data    | Carreira         | Cat. | Ganhador   | Equipa do ganhador           |
| ------- | ---------------- | ---- | ---------- | ---------------------------- |
| 1 ao 6  | Tour de Catar    | 2.1  | Tom Boonen | Quick Step                   |
| 9 ao 15 | Tour de Langkawi | 2.HC | José Serpa | Serramenti PVC Diquigiovanni |

### Março de 2009
| Data    | Carreira       | Cat. | Ganhador           | Equipa do ganhador |
| ------- | -------------- | ---- | ------------------ | ------------------ |
| 8 ao 14 | Tour de Taiwan | 2.2  | Krzysztof Jezowski | Merida Europe      |

### Abril de 2009
| Data     | Carreira          | Cat. | Ganhador        | Equipa do ganhador           |
| -------- | ----------------- | ---- | --------------- | ---------------------------- |
| 4 ao 9   | Tour da Tailândia | 2.2  | Andrew Bajadali | Kelly Benefit Strategies     |
| 19 ao 26 | Jelajah Malaysia  | 2.2  | Thimothy Roe    | Savings & Loans Cycling Team |
| 30 ao 3  | Tour de Singkarak | 2.2  | Ghader Mizbani  | Tabriz Petrochemical         |

### Maio de 2009
| Data     | Carreira          | Cat. | Ganhador           | Equipa do ganhador      |
| -------- | ----------------- | ---- | ------------------ | ----------------------- |
| 11 ao 15 | Tour of President | 2.2  | Ghader Mizbani     | Tabriz Petrochemical    |
| 17 ao 24 | Volta ao Japão    | 2.2  | Sergio Pardilla    | Carmiooro-A Style       |
| 28 ao 31 | Tour de Kumano    | 2.2  | Valentin Iglinskiy | Selecção do Cazaquistão |

### Junho de 2009
| Data    | Carreira       | Cat. | Ganhador      | Equipa do ganhador |
| ------- | -------------- | ---- | ------------- | ------------------ |
| 5 ao 14 | Tour de Coreia | 2.2  | Roger Beuchat | Team Neotel        |

### Julho de 2009
| Data     | Carreira              | Cat. | Ganhador        | Equipa do ganhador   |
| -------- | --------------------- | ---- | --------------- | -------------------- |
| 17 ao 26 | Volta ao Lago Qinghai | 2.hc | Andrey Mizourov | Tabriz Petrochemical |
| 28 ao 30 | Perlis Open           | 2.2  | Anuar Manam     | Azad University Iran |

### Agosto de 2009
| Data    | Carreira                           | Cat. | Ganhador             | Equipa do ganhador      |
| ------- | ---------------------------------- | ---- | -------------------- | ----------------------- |
| 8 ao 10 | Tour de Java Oriental              | 2.2  | Andrey Mizourov      | Tabriz Petrochemical    |
| 16      | Campeonato Asiático em Estrada     | CC   | Dmitriy Fofonov      | Selecção do Cazaquistão |
| 17      | Campeonato Asiático Contrarrelógio | CC   | Alexander Vinokourov | Selecção do Cazaquistão |

### Setembro de 2009
| Data    | Carreira         | Cat. | Ganhador         | Equipa do ganhador |
| ------- | ---------------- | ---- | ---------------- | ------------------ |
| 9 ao 13 | Tour de Hokkaido | 2.2  | Takashi Miyazawa | EQA-Meitan Hompo   |

## Classificações

### Individual
| Posição | Ciclista            | Pontos |
| ------- | ------------------- | ------ |
| 1       | Ghader Mizbani      | 384,5  |
| 2       | Andrey Mizourov     | 368,5  |
| 3       | Boris Shpilevsky    | 254    |
| 4       | Dmitriy Fofonov     | 242    |
| 5       | Valentin Iglinskiy  | 217    |
| 6       | Aymen Ben Hassine   | 179,66 |
| 7       | Abdelbaset Hannachi | 178    |
| 8       | Takashi Miyazawa    | 161    |
| 9       | Taiji Nishitani     | 152,25 |
| 10      | Jai Crawford        | 146    |

### Equipas
| Posição | Equipa                       | Pontos |
| ------- | ---------------------------- | ------ |
| 1       | Tabriz Petrochemical         | 1015   |
| 2       | Doha                         | 628,66 |
| 3       | Azad University Iran         | 438    |
| 4       | Serramenti PVC Diquigiovanni | 335    |
| 5       | EQA-Meitan Hompo             | 268    |

### Países
| Posição | País        | Pontos   |
| ------- | ----------- | -------- |
| 1       | Cazaquistão | 1.259,82 |
| 2       | Irão        | 1.015,5  |
| 3       | Japão       | 780,25   |
| 4       | Malásia     | 292      |
| 5       | Uzbequistão | 255,98   |

### Países sub-23
| Posição | País        | Pontos |
| ------- | ----------- | ------ |
| 1       | Irão        | 160    |
| 2       | Cazaquistão | 89,98  |
| 3       | Malásia     | 63     |
| 4       | Japão       | 63     |
| 5       | Mongólia    | 44     |